# Werner Müller (Ministerialbeamter)
Werner Müller (* 29. März 1943 in Frankfurt am Main) ist ein deutscher Verwaltungsjurist und Ministerialbeamter außer Dienst. Er war von 1992 bis 1999 Staatssekretär im Ministerium des Innern Landes Brandenburg.

## Leben
Werner Müller studierte Rechtswissenschaften in Frankfurt am Main und Berlin. Nach leitenden Funktionen bei der Berliner Polizei war er von 1989 bis 1991 Abteilungsleiter unter dem Regierenden Bürgermeister von Berlin, Walter Momper (SPD), in der Berliner Senatskanzlei und von 1991 bis 1993 Abteilungsleiter unter der Senatorin Christine Bergmann (SPD) in der Berliner Senatsverwaltung für Arbeit und Frauen.
Mit Wirkung vom 1. November 1992 wurde Werner Müller unter Minister Alwin Ziel (SPD) als Nachfolger von Werner Ruckriegel zum Staatssekretär im Ministerium des Innern Landes Brandenburg ernannt. Mit Bildung des Kabinetts Stolpe III im Oktober 1999 wechselte das Innenressort von der SPD zur CDU und Minister wurde Jörg Schönbohm, der Müller durch Eike Lancelle (CDU) ersetzte.